# Vals mosschijfje
Het vals mosschijfje (Octospora rustica) is een kleine oranje paddenstoel uit de familie Pyronomataceae. Deze soort parasiteert op bladmossen. Deze grondbewoner komt voor bij het gewoon purpersteeltje (Ceratodon purpureus) en infecteert de rizoïden.

## Kenmerken
De apothecia (vruchtlichamen) hebben een diameter 1 tot 3 (4) mm. Het hymenium is oranje tot bleek oranje zonder een vliezige rand. 
De ascus is 8-sporig en meet 140-210 × 14-19 µm. De ascosporen zijn eenzijdig gerangschikt, ellipsoïde, glad en meten (15)16-18(20) × 10-12(13) µm. De parafysen hebben geen pigmentkorrels.
Octospora rustica en Octospora rubens zijn niet te onderscheiden aan de hand van de sporen en komen voor in dezelfde habitat voor bij de zelfde mossen. Ze zijn wel te onderscheiden aan de hand van de kleur van de apothecia en de parafysen.

## Verspreiding
Het vals mosschijfje komt voor in Europa (Duitsland, Tsjechië, Estland, Finland, Frankrijk, Verenigd Koninkrijk en Nederland). In Nederland komt het matig algemeen voor.